# وكالة تطوير الدفاع
وكالة تطوير الدفاع (بالكورية: 국방과학연구소) هي الوكالة الوطنية المسؤولة عن بحوث وتطوير التقنيات الدفاعية في كوريا الجنوبية، تمولها إدارة برنامج الاستحواذ الدفاعي. تأسست في أغسطس 1970 لتعزيز الاكتفاء الذاتي في مجال التسلح. وتعمل الوكالة على تعزيز الدفاع الوطني، وتطوير القدرات الوطنية في البحث والتطوير، ودعم صناعة الدفاع المحلية.
من إنجازات الوكالة أول صاروخ باليستي لكوريا الجنوبية، والذي طُور في عقد السبعينيات وكان أول اختبار ناجح له في 1978.
تُشغل الوكالة أول قمر اصطناعي للبلاد مخصص للأغراض العسكرية أناسيس-2، الذي أُطلق في 20 يوليو 2020 بصاروخ فالكون 9.

## استشهادات
1. ↑  "إطلاق أول قمر صناعي عسكري لكوريا الجنوبية". الميادين. 21 يوليو 2020. مؤرشف من الأصل في 2023-02-25. اطلع عليه بتاريخ 2021-12-13.